# 爆弾の作り方
『爆弾の作り方』（ばくだんのつくりかた）は、2010年6月9日にソニー・ミュージックアソシエイテッドレコーズから発売された、日本のバンド・amazarashiのメジャーデビューミニアルバム。

## 概要
アルバムタイトルにもなっている爆弾の作り方が、オンラインFPSゲーム「STING (WeMade Online)」のイメージソングに起用された。
YKBXがディレクターを務めた夏を待っていましたのミュージックビデオが第14回文化庁メディア芸術祭 エンターテイメント部門で優秀賞、3DCG Awards 2010 一般アニメーション部門で最優秀賞を受賞した。
CDジャケットは、日本では初となる拡張現実が採用されている。
2011年1月19日発売された、コンピレーション・アルバム「36.5℃」に無題が収録された。

## 収録曲
| 全作詞・作曲: 秋田ひろむ。 |                        |            |            |      |
| #                          | タイトル               | 作詞       | 作曲・編曲 | 時間 |
| 1.                         | 「夏を待っていました」 | 秋田ひろむ | 秋田ひろむ | 5:40 |
| 2.                         | 「無題」               | 秋田ひろむ | 秋田ひろむ | 5:27 |
| 3.                         | 「爆弾の作り方」       | 秋田ひろむ | 秋田ひろむ | 5:02 |
| 4.                         | 「夏、消息不明」       | 秋田ひろむ | 秋田ひろむ | 2:37 |
| 5.                         | 「隅田川」             | 秋田ひろむ | 秋田ひろむ | 6:20 |
| 6.                         | 「カルマ」             | 秋田ひろむ | 秋田ひろむ | 6:58 |
| 合計時間:                  | 合計時間:              | 32:07      |            |      |

## 演奏
- 出羽良彰：All Songs Arrangement, Instruments ＆ Programming
- D-WATCH (TAIFOO FAMILY)：Bass (#1.5)
- Blanka (fullgallop)：Bass (#6)